# Ітякескус (станція метро)
60°12′37″ пн. ш. 25°04′41″ сх. д. / 60.21028° пн. ш. 25.07806° сх. д.
Ітякескус  (фін. Itäkeskus, швед. Östra centrum, укр. Східний центр) — вузлова станція метрополітену Гельсінкі. Територіально розташована в центральній частині житлового району Ітякескус у Східному Гельсінкі. Обслуговує райони Ітякескус та Пуотінхар'ю, а також багато інших частин міста, будучи одним з найбільших вузлових пунктів в системі громадського транспорту. Відкрита 1 червня 1982 року.
Біля станції основна лінія «Ітякескус» - «Матінкюля» має розгалуження на дві менших, утворюючи гілки «Ітякескус» - «Меллунмякі» та «Ітякескус» - «Вуосаарі».
Пасажиропотік на добу (робочі будні) в середньому дорівнює 24,2 тис. осіб. Станція має 4 виходи, один з яких виходить на захід до автобусної станції Ітякескус, два на схід — до площі Талліннанаукіо і до торгового центру «Ітіс». Ще один вихід дозволяє вийти прямо з метро на багаторівневу підземну парковку. Всього на станції працює 5 ескалаторів та 4 ліфти. 
Біля станції розташована стоянка на 240 роверів та 420 автівок.
- Конструкція:Колонна двопрогінна станція мілкого закладення, закрита зверху бетонним покриттям з острівною та береговою платформами.
- Пересадки:
  - Автобус№ 54, 58, 58B, 82, 82B, 90A, 90N, 92, 93, 93K, 94, 94N, 95, 97, 97N, 97V, 98, 550, 554, 561, 801, 802, 802K, 805, 841, 841N, Itäväylän.